# 부산교통
부산교통(釜山交通)은 경상남도의 시외/관광 버스 업체이며 대표자는 조옥환(曺玉煥)이다. 본사는 경상남도 진주시 인사동에 있다. 진주시와 통영시에서 시내버스도 운영하고 있다.

## 역사 및 현황
1963년 7월 16일에 설립되었으며 8월 1일에 면허를 부여받았다. 본래 이름은 삼남교통(三南交通)이었으나 1972년 1월에 부산교통으로 사명을 변경하였다. 대한여객과 영화여객 및 사천시의 시내버스 업체인 삼포교통, 진주시의 시내버스 업체인 부일교통, 통영시의 시내버스 업체인 통영교통 등이 같은 계열사이다. 올해에 버스부문에서 청렴업체로 선정되었다.

## 운행 노선

### 시외버스
2015년 12월 기준이다.
| 운행업체 | 보유 노선수 | 보유 노선수 | 보유 노선수 | 보유 노선수 | 면허 대수 | 면허 대수 | 면허 대수 | 면허 대수 | 면허 대수 | 면허 대수 |
| -------- | ----------- | ----------- | ----------- | ----------- | --------- | --------- | --------- | --------- | --------- | --------- |
| 운행업체 | 노선 합계   | 직행        | 일반        | 고속        | 대수 합계 | 직행      | 일반      | 고속      | 우등      | 예비      |
| 부산교통 | 62          | 58          | 4           | -           | 97        | 86        | 7         | -         | -         | 4         |

서울남부 출발 노선
- 서울남부 (↔ 산청 ↔ 생초) ↔ 진주 (대한여객, 영화여객 공동운행)
- 서울남부 ↔ 구례 ↔ 화개 ↔ 악양 ↔ 하동 (영화여객 공동운행)
- 서울남부 (↔ 사천) ↔ 고성 ↔ 통영 (대한여객,  경원여객 공동운행)

부산서부 출발 노선
- 부산서부 ↔ 하동 ↔ 구례 ↔ 화엄사 (영화여객 공동운행)
- 부산서부 (↔ 진교 ↔ 곤양) ↔ 하동 (영화여객 공동운행)
- 부산서부 ↔ 사천 ↔ 삼천포 (영화여객 공동운행)
- 부산서부 ↔ 진주개양 ↔ 진주 (대한여객, 영화여객, 신흥여객, 경전고속 공동운행)
- 부산서부 ↔ 함양 (대한여객, 영화여객 공동 운행)
- 부산서부 ↔ 진주개양 ↔ 진주 ↔ 원지 ↔ 산청 ↔ 생초 ↔ 수동 ↔ 함양 (대한여객, 영화여객 공동 운행)

진주 출발 노선
- 진주 ↔ 단성 ↔ 흥계 ↔ 대원사
- 진주 ↔ 단성 ↔ 거림
- 진주 ↔ 단성 ↔ 중산리
- 진주 ↔ 창원 (대한여객, 영화여객, 신흥여객, 경원여객, 경전고속, 거창고속, 전북고속 공동 운행)[3]
- 진주 ↔ 산청 ↔ 함양 (대한여객, 영화여객, 경원여객, 경전고속, 거창고속, 전북고속 공동 운행)
- 진주 ↔ 진교 ↔ 전도 ↔ 하동(영화여객, 경전고속 공동 운행)
- 진주 ↔ 마산 (대한여객, 영화여객, 신흥여객, 경원여객, 경전고속, 거창고속, 전북고속 공동 운행)
- 진주 ↔ 김해 (경전고속, 신흥여객 공동운행)
- 진주 ↔ 통영 (대한여객, 경원여객, 경전고속, 거제현대고속 공동 운행)
- 진주 ↔ 사천 ↔ 삼천포 (경원여객, 경전고속 공동 운행)
- 진주 ↔ 문산 ↔ 한국국제대 ↔ 반성 ↔ 진동 ↔ 남마산 (대한여객, 경원여객, 신흥여객 공동 운행)

#### 삼천포 출발 노선
- 삼천포 ↔ 용현 ↔ 사천 ↔ 김해 (영화여객 공동 운행)[4]
- 삼천포 ↔ 사천 ↔ 진주 (↔ 원지) ↔ 인천 (영화여객 공동 운행)

### 시내버스
시내/순환 노선에는 모두 타 업체와 함께 공동 배차에 참여하고 있으며, 부일교통, 삼성교통, 진주시민버스와 함께 1달 간격으로 순환하면서 배차에 참여하고 있다.

## 보유 차량

#### 현대자동차
- 현대 뉴 슈퍼 에어로시티
- 현대 일렉시티
- 현대 유니버스 익스프레스 노블
- 현대 유니버스 익스프레스 프라임
- 현대 뉴 프리미엄 유니버스 익스프레스 노블
- 현대 뉴 프리미엄 유니버스 익스프레스 프라임
- 현대 뉴 프리미엄 유니버스 스페이스 럭셔리
- 현대 뉴 프리미엄 유니버스 익스프레스 프레스티지